# Eleição municipal de Contagem em 2016
A eleição municipal de Contagem em 2016 foi realizada em 30 de outubro de 2016 para eleger um prefeito, um vice-prefeito e 21 vereadores no município de Contagem, no Estado de Minas Gerais, no Brasil. O prefeito eleito foi Alex de Freitas, do PSDB, com 72,96% dos votos válidos. A eleição teve segundo turno, em disputa com Carlin de Moura do PC do B. O vice-prefeito eleito, também da coligação “Contagem para o futuro”, foi William Barreiro (PSB).
A partir dessas eleições, o PSDB se tornou o partido que governou o maior número de capitais no Brasil. No total, o partido se tornou responsável por administrar municípios que somam 23,7% da população do país – quase 49 milhões de brasileiros.
A disputa para as 21 vagas na Câmara Municipal de Contagem envolveu a participação de 539 candidatos. A candidata mais bem votada foi Gloria da Aposentadoria, que obteve 6.162 votos.

## Antecedentes
Carlin Moura ganhou as eleições para prefeito em Contagem em 2012, no segundo turno em disputa com Durval, do PT. Nessa ocasião, Carlin Moura obteve 118.748 votos (37.88%), enquanto Durval obteve 98.241 (31.33%) dos votos.

## Eleitorado
A cidade de Contagem é o terceiro maior colégio eleitoral do estado de Minas Gerais, com 456.933 eleitores, ficando atrás de Uberlândia, no Triângulo Mineiro, com 478.250 eleitores e Belo Horizonte, da região metropolitana, com 1.927.460 eleitores.
Segue um comparativo entre as eleições municipais de 2012 e 2016 em Minas Gerais.

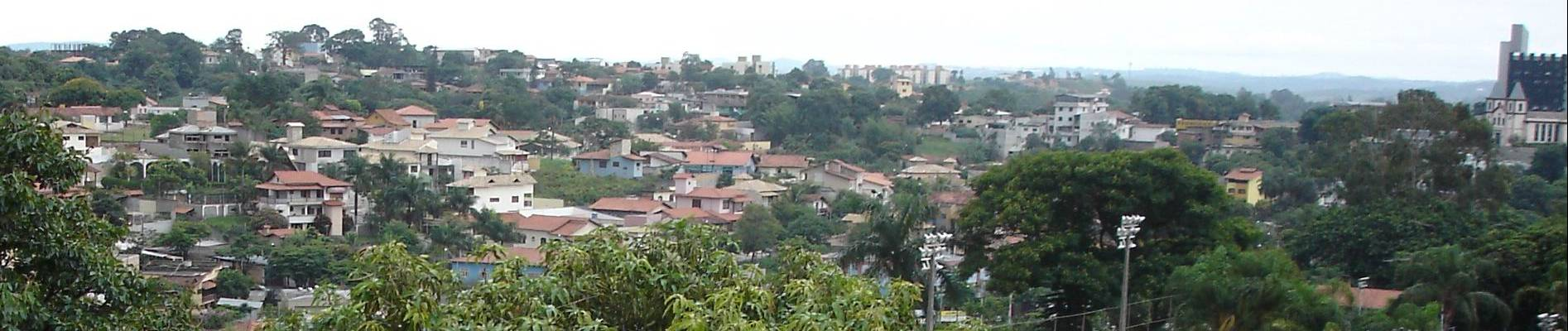
Vista panorâmica de Contagem, em 2005

| 2012                                         | 2016                                         |
| 15.019.136 eleitores                         | 15.692.491 eleitores                         |
| Mulheres – 7.718.443 (51,39% do total)       | Mulheres – 8.108.910 (52% do total)          |
| Homens – 7.284.971 (48,5% do total)          | Homens – 7.570.708 (48%)                     |
| 16 a 17 anos – 287.893 (1,91% do total)      | 16 a 17 anos – 215.442 (1,43% do total)      |
| 18 a 20 anos – 906.070 (6,03% do total)      | 18 a 20 anos – 853.791 (5,68% do total)      |
| Mais de 70 anos – 1.194.569 (7,95% do total) | Mais de 70 anos – 1.421.105 (9,46% do total) |

## Candidatos[7]
| Candidato(a)            | Vice             | Partido | Coligação                                                                                 |
| ----------------------- | ---------------- | ------- | ----------------------------------------------------------------------------------------- |
| Carlin Moura            | João Guedes      | PCdoB   | É Assim Que Se Faz (PC do B / PDT / PT / PRB / PEN / PTC / PSDC / PHS / PMN / PROS / PTB) |
| Alex de Freitas         | William Barreiro | PSDB    | Contagem Para O Futuro (PSDB / PV / PMB / PP / PPS / PSB / PT do B / PRP / PSL / SD)      |
| Ademir Lucas            | Gil Diniz Neto   | PR      | Experiência e Juventude (PR / DEM / PTN)                                                  |
| Jander Filaretti        | Dra. Leandra     | PMDB    | Contagem Volta a Crescer (PMDB / PSC)                                                     |
| Rodinei                 | Katia Bordoni    | PSD     | Partido Isolado                                                                           |
| Kaka Menezes            | Dr. Alexandre    | REDE    | Partido Isolado                                                                           |
| Monique Pacheco         | Gilmar Campos    | PSOL    | Frente de Esquerda Socialista (PSOL / PCB)                                                |
| Domingos de Castro      | Marco Antonio    | PPL     | Partido Isolado                                                                           |
| Eduardo Ferreira        | Edivam Teodoro   | PRTB    | Partido Isolado                                                                           |
| Geraldo Araujo (batata) | Israel Pinheiro  | PSTU    | Partido Isolado                                                                           |

## Campanha

### Pesquisas
O Instituto Paraná Pesquisas foi responsável por dois levantamentos das intenções de voto no segundo turno das eleições para Prefeito de Contagem. A pergunta feita para os entrevistados foi: “Se o segundo turno da eleição para Prefeito de Contagem fosse hoje, em quem o Sr(a) votaria?”.
| Data de realização      | Data de divulgação | Instituto        | Número de registro no TRE | Entrevistados | Margem de erro | Candidato           | Candidato            | Não sabe/ Não respondeu | Brancos e nulos |
| Data de realização      | Data de divulgação | Instituto        | Número de registro no TRE | Entrevistados | Margem de erro | Alex Freitas (PSDB) | Carlin Moura (PCdoB) | Não sabe/ Não respondeu | Brancos e nulos |
| ----------------------- | ------------------ | ---------------- | ------------------------- | ------------- | -------------- | ------------------- | -------------------- | ----------------------- | --------------- |
| 22 à 26 de Outubro/2016 | 27/10/2016         | Paraná Pesquisas | MG-01985/2016             | 800 eleitores | 3,5            | 62.4%               | 37.6%                | 25%                     | 9.8%            |
| 06 à 10 de Outubro/2016 | 11/10/2016         | Paraná Pesquisas | MG - 06668/2016           | 800 eleitores | 3.5            | 38%                 | 20.1%                | 33%                     | 8.9%            |

## Resultados

### Prefeito
| Candidato(a)            | Vice                   | 1º Turno 2 de outubro de 2016 | 1º Turno 2 de outubro de 2016 |
| Candidato(a)            | Vice                   | Votação                       | Votação                       |
|                         |                        | Total                         | Porcentagem                   |
| ----------------------- | ---------------------- | ----------------------------- | ----------------------------- |
| Carlin Moura            | João Guedes            | 79.454                        | 27.87%                        |
| Alex de Freitas         | William Barreiro       | 70.358                        | 24.68%                        |
| Ademir Lucas            | Gil Diniz Neto         | 63.689                        | 22.34%                        |
| Jander Filaretti        | Dra. Leandra           | 22.784                        | 7.99%                         |
| Rodinei                 | Katia Bordoni          | 20.244                        | 7.10%                         |
| Kaka Menezes            | Dr. Alexandre          | 19.248                        | 6.75%                         |
| Monique Pacheco         | Gilmar Campos          | 5.872                         | 2.06%                         |
| Domingos de Castro      | Marco Antonio          | 1.417                         | 0.50%                         |
| Eduardo Ferreira        | Edivam Teodoro         | 1.120                         | 0.39%                         |
| Geraldo Araujo (batata) | Israel Pinheiro        | 854                           | 0.30%                         |
| Total de votos válidos  | Total de votos válidos | 285.040                       | 76.67%                        |
| Votos em branco         | Votos em branco        | 27.650                        | 7.44%                         |
| Votos nulos             | Votos nulos            | 59.089                        | 15.89%                        |
| Total                   | Total                  | 371.779                       | 81.36%                        |
| Abstenções              | Abstenções             | 85.152                        | 18,64%                        |

| Candidato(a)           | Vice                   | 2º Turno 30 de outubro de 2016 | 2º Turno 30 de outubro de 2016 |
| Candidato(a)           | Vice                   | Votação                        | Votação                        |
|                        |                        | Total                          | Porcentagem                    |
| ---------------------- | ---------------------- | ------------------------------ | ------------------------------ |
| Carlin Moura           | João Guedes            | 82.986                         | 27.04%                         |
| Alex de Freitas        | William Barreiro       | 223.902                        | 72.96%                         |
| Total de votos válidos | Total de votos válidos | 306.888                        | 84.81%                         |
| Votos em branco        | Votos em branco        | 13.771                         | 3,81%                          |
| Votos nulos            | Votos nulos            | 41.199                         | 11,39%                         |
| Total                  | Total                  | 361.858                        | 79,19%                         |

### Vereador
O partido do atual prefeito de Contagem, PCdoB, obteve o maior número de cadeiras no Legislativo, com a eleição de quatro vereadores. Do total, 10 vereadores que compõe a atual legislatura foram reeleitos
| Resultado da eleição para a Câmara Municipal de Contagem em 2016 por candidato | Resultado da eleição para a Câmara Municipal de Contagem em 2016 por candidato | Resultado da eleição para a Câmara Municipal de Contagem em 2016 por candidato | Resultado da eleição para a Câmara Municipal de Contagem em 2016 por candidato | Resultado da eleição para a Câmara Municipal de Contagem em 2016 por candidato |
| Candidato                                                                      | Número                                                                         | Partido                                                                        | Votos                                                                          | Porcentagem                                                                    |
| ------------------------------------------------------------------------------ | ------------------------------------------------------------------------------ | ------------------------------------------------------------------------------ | ------------------------------------------------------------------------------ | ------------------------------------------------------------------------------ |
| Glória da Aposentadoria                                                        | 10222                                                                          | PRB                                                                            | 6.162                                                                          | 2.00%                                                                          |
| Pastor Itamar                                                                  | 10444                                                                          | PRB                                                                            | 5.737                                                                          | 1.86%                                                                          |
| Daniel do Irineu                                                               | 11027                                                                          | PP                                                                             | 4.034                                                                          | 1.31%                                                                          |
| Bruno Barreiro                                                                 | 43600                                                                          | PV                                                                             | 3.994                                                                          | 1.29%                                                                          |
| Capitão Fontes                                                                 | 15456                                                                          | PMDB                                                                           | 3.804                                                                          | 1.23%                                                                          |
| Silvinha Dudu                                                                  | 65456                                                                          | PCdoB                                                                          | 3.433                                                                          | 1.11%                                                                          |
| Vinícius Farias                                                                | 65444                                                                          | PCdoB                                                                          | 3.428                                                                          | 1.11%                                                                          |
| Dr. Wellington Ortopedista                                                     | 12444                                                                          | PDT                                                                            | 3.149                                                                          | 1.02%                                                                          |
| João Bosco New Texas                                                           | 33456                                                                          | PMN                                                                            | 2.760                                                                          | 0.89%                                                                          |
| Alexandre Xexeu                                                                | 14678                                                                          | PTB                                                                            | 2.323                                                                          | 0.75%                                                                          |
| José Carlos Gomes                                                              | 70777                                                                          | PTdoB                                                                          | 2.006                                                                          | 0.65%                                                                          |
| Alex Chiodi                                                                    | 77222                                                                          | SD                                                                             | 4.937                                                                          | 1.60%                                                                          |
| Arnaldo de Oliveira                                                            | 14123                                                                          | PTB                                                                            | 4.594                                                                          | 1.49%                                                                          |
| Daniel Carvalho                                                                | 43000                                                                          | PV                                                                             | 4.530                                                                          | 1.47%                                                                          |
| Teteco                                                                         | 15678                                                                          | PMDB                                                                           | 4.276                                                                          | 1.39%                                                                          |
| Léo Motta                                                                      | 27200                                                                          | PSDC                                                                           | 3.861                                                                          | 1.25%                                                                          |
| Rogério Marreco                                                                | 65789                                                                          | PCdoB                                                                          | 3.738                                                                          | 1.21%                                                                          |
| Jair Tropical                                                                  | 65700                                                                          | PCdoB                                                                          | 3.610                                                                          | 1.17%                                                                          |
| Ivayr Soalheiro                                                                | 12646                                                                          | PDT                                                                            | 3.454                                                                          | 1.12%                                                                          |
| Zé Antônio do Hospital                                                         | 13100                                                                          | PT                                                                             | 3.393                                                                          | 1.10%                                                                          |
| Caxicó                                                                         | 23450                                                                          | PPS                                                                            | 2.053                                                                          | 0.67%                                                                          |

| Votos válidos   | Votos válidos   | 308.655 | 83.02% |
| Votos nulos     | Votos nulos     | 40.520  | 10.90% |
| Votos em branco | Votos em branco | 22.604  | 6.08%  |
| Total           | Total           | 371.779 | 81,36% |
| --------------- | --------------- | ------- | ------ |

## Análises
A posse do prefeito eleito ocorreu em 1º de Janeiro de 2017. A legislatura atual, 2017-2021, possui 52% de renovação, sendo 11 novos parlamentares e 10 reeleitos. Glória da Aposentadoria e Silvinha Dudu, vereadoras de Contagem, atuaram como suplentes na legislatura passada e atualmente assumiram como titulares.